# شامبو (فلم)
شامبو (بالإنجليزية: Shampoo) هو فيلم كوميدي تم إنتاجه في الولايات المتحدة وصدر في سنة 1975. الفيلم من كتابة وارن بيتي.

## بطولة
- وارن بيتي
- جولي كرستي
- غولدي هاون

## الميزانية والإيرادات
بلغت تكلفة إنتاج الفيلم حوالي 9 ملايين دولار بينما حقق أرباحا تقدر بـ 49,407,734 دولار.

### ترشيحات وجوائز
| السنة | الحدث          | الفئة                   | النتيجة  |
| ----- | -------------- | ----------------------- | -------- |
|       | جائزة الأوسكار | أفضل ممثلة في دور مساعد | فـــــوز |

## وصلات خارجية
- مقالات تستعمل روابط فنية بلا صلة مع ويكي بيانات